# أيين جون هوك
أيين جون هوك (بالإنجليزية: Iain Hook)‏ Iain John Hook هو موظف بهيئة إغاثة اللاجئين الفلسطينيين إغتاله قناص من الجيش الإسرائيلي في 2002 في مخيم جنين.

## إنظر أيضاً
- قائمة الاغتيالات في الصراع العربي - الإسرائيلي